# Gisela Eichardt

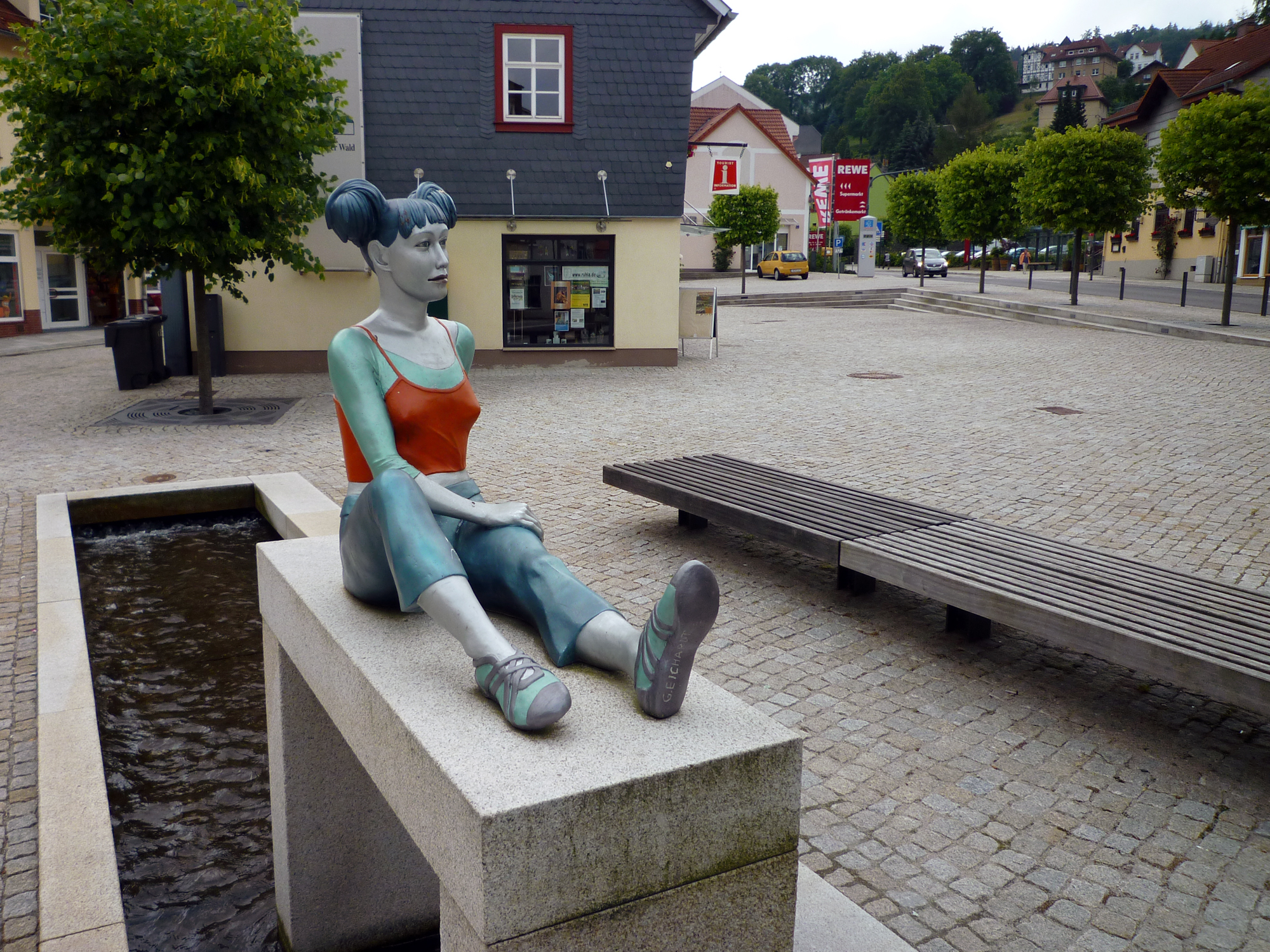
Eine der beiden Figuren am Marktplatz Ruhla

Gisela Eichardt (* 1964 in Jena) ist eine deutsche Bildhauerin.

## Leben
Gisela Eichardt studierte von 1992 bis 1998 Freie Bildende Kunst und Bildhauerei an der Johannes Gutenberg-Universität Mainz bei Christa Biederbick. Diese Studien ergänzte sie 1994/1995 durch einen Studienaufenthalt an der Visva-Bharati-Universität in Shantiniketan, Indien.
Im Jahre 1998 erhielt sie ihr Diplom und 1999 wurde sie Meisterschülerin von Christa Biederbick.
Ihre Hauptwerke sind Plastiken und Reliefs (zumeist weibliche Gestalten) aus Gips und Holz, sie arbeitet aber auch mit anderen Materialien wie Aluminium. Zur Vorbereitung ihrer künstlerischen Arbeit beobachtet sie Menschen aus ihrer Umgebung mit dem Fotoapparat oder der Videokamera. Aus diesen Aufzeichnungen filtert sie die Ruhemomente heraus, die sie als den inneren Blick bezeichnet. So entstehen mitunter auch Gruppen von Arbeiten, die sie mit verschiedenen Materialien und Techniken gestaltet.
Gisela Eichardt lebt und arbeitet als freischaffende Bildhauerin in Berlin und Jena.

## Auszeichnungen
- 2001: Stipendium der Stiftung Kulturfonds im Künstlerhaus Lukas, Ahrenshoop
- 2004: Arbeitsstipendium des Thüringer Ministeriums für Wissenschaft, Forschung und Kunst
- 2004: Kunstpreis auf der Thüringer Kunstmesse „artthuer 2004“

## Ausstellungen
Einzelausstellungen
- 1998: Kunstverein Eisenturm Mainz
- 2001: Galerie des Verbandes der Bildenden Künstler Thüringen, Erfurt
- 2002: X-FAB, Erfurt
- 2004: Bildpodium, Renaissance-Saal, Kunsthalle Erfurt
- 2007: Galerie Charlier, Berlin
- 2009: Galerie Kontrapost, Leipzig

Gruppenausstellungen
- 1997: Plastische Bilder, Landtag Rheinland-Pfalz
- 1997: Europäische Akademie für Bildende Kunst Trier
- 1998: Rauminstallation Wandlungen, Eltville am Rhein
- 1999: Internationale Bildhauerwerkstatt, Naumburg
- 1999: Bildhauersymposium der Universität Mainz, Italien
- 2000: Sparkasse Mainz
- 2000: Kunstinstallation Arthur Andersen, Frankfurt
- 2001: ART Innsbruck
- 2004: Stip.Visite, Allerheiligenkirche, Mühlhausen (Kunststipendiaten des Landes Thüringen)
- 2004, 2006, 2008, 2012: Kunstmesse artthuer, Erfurt
- 2007: Plastiken und Reliefs aus Holz und Gips, Galerie Töplitz (mit Frank Martin Schmitz)
- 2008: Galerie Charlier, Berlin (mit Claudia Gansz und André Kirchner)
- 2012: Skulpturenforum, Isernhagen (mit Anne Keil)

Arbeiten im öffentlichen Raum und in Sammlungen
- Kloster Pforta, Naumburg
- Lugnano in Teverina, Italien
- Thüringer Ministerium für Wissenschaft, Erfurt
- Stadtmuseum, Jena
- Marktplatz, Ruhla